# Carlos Castrillo
Carlos Mauricio Castrillo Alonzo (ur. 16 maja 1985 w San Manuel Chaparrón) – piłkarz gwatemalski grający na pozycji bocznego obrońcy. Od 2024 roku jest piłkarzem klubu Deportivo Achuapa.

## Kariera klubowa
Karierę piłkarską Castrillo rozpoczął w klubie CD Jalapa. W 2006 roku zadebiutował w jego barwach w pierwszej lidze gwatemalskiej. W 2007 roku wywalczył z nim mistrzostwo fazy Apertura. W 2008 roku przeszedł do CSD Comunicaciones z miasta Gwatemala. W sezonie 2010/2011 został mistrzem fazy Apertura oraz Clausura.
| Sezon   | Klub               | Kraj      | Rozgrywki     | Mecze | Bramki |
| ------- | ------------------ | --------- | ------------- | ----- | ------ |
| 2006/07 | CD Jalapa          | Gwatemala | Liga Nacional | 20    | 0      |
| 2007/08 | CD Jalapa          | Gwatemala | Liga Nacional | 28    | 0      |
| 2008/09 | CSD Comunicaciones | Gwatemala | Liga Nacional | 25    | 1      |
| 2009/10 | CSD Comunicaciones | Gwatemala | Liga Nacional | 26    | 0      |
| 2010/11 | CSD Comunicaciones | Gwatemala | Liga Nacional |       |        |

## Kariera reprezentacyjna
W reprezentacji Gwatemali Castrillo zadebiutował 23 kwietnia 2008 roku w wygranym 1:0 towarzyskim spotkaniu z Haiti. W 2011 roku został powołany do kadry na Złoty Puchar CONCACAF 2011.